# La première balle tue
La première balle tue (titre original : The Fastest Gun Alive) est un film américain réalisé par Russell Rouse, sorti en 1956.

## Synopsis
Dans Cross Creek, village perdu de l'Ouest américain, se morfond George Temple. Paisible commerçant, il vit pourtant heureux avec sa femme, Dora, et jouit de l'estime de tous. Mais voilà qu'un jour, alors qu'il a bu plus que de raison, il surprend son entourage en faisant preuve d'une exceptionnelle dextérité dans le maniement du révolver. Il dévoile ainsi un secret connu, jusque-là, de sa seule épouse : autrefois, il était le fils d'un des tireurs les plus rapides de l'Ouest qui lui a tout appris sur les duels avant de se faire tuer. Le lendemain, la nouvelle se répand dans tout le village. Temple décide de quitter alors le pays au plus vite... Déjà trop tard, Vinnie Harold, le pistolero le plus réputé du moment, en quête hystérique de l'adversaire à sa hauteur, vient d'entrer dans Cross Creek. Il est en fuite et cherche juste un cheval frais. Le hasard... Il prend un enfant en otage et menace de brûler la ville si on ne lui dépêche pas ce tireur inconnu. Juste une petite formalité pour George qui n'a jamais tiré que sur des pièces de monnaie et des branches mortes ?

## Fiche technique
- Titre : La première balle tue
- Titre original : The Fastest Gun Alive
- Réalisation : Russell Rouse
- Scénario : Frank D. Gilroy et Russell Rouse, d'après l'épisode The Last Notch , écrit par Frank D. Gilroy, et diffusé le 30 mars 1954 dans le cadre de la série télévisée The United States Steel Hour (en)
- Photographie : George J. Folsey
- Montage : Ferris Webster et Harry V. Knapp
- Musique : André Prévin
- Direction artistique : Cedric Gibbons et Merrill Pye
- Décors : Edwin B. Willis et Fred MacLean
- Entraîneur de Russ Tamblyn : Alex Romero
- Producteur : Clarence Greene
- Distribution : Metro Goldwyn Mayer
- Genre : Western
- Durée : 96 minutes
- Dates de sortie :
  - États-Unis : 12 juillet 1956
- Affiche : Roger Soubie (France)

## Distribution
- Glenn Ford (VF : Roger Rudel) : George Temple/Kelby
- Jeanne Crain (VF : Nadine Alari) : Dora
- Broderick Crawford (VF : Jean Clarieux) : Vinnie Harold
- Noah Beery Jr. (VF : Henri Charrett) : Dink Wells
- John Dehner (VF : ?) : Taylor Swope
- Russ Tamblyn (VF : Michel Cogoni) : Eric Doolittle
- Allyn Joslyn (VF : Michel Gudin) : Harvey Maxwell
- Leif Erickson (VF : Jean-Claude Michel) : Lou Glover
- J. M. Kerrigan (VF : Émile Drain) : Kevin McGovern
- Rhys Williams (VF : René Blancard) : Brian Tibbs
- Virginia Gregg (VF : ?) : Rose
- Chubby Johnson (VF : ?) : Frank Stringer
- John Doucette (VF : Yves Brainville) : Ben Buddy
- William "Bill" Phillips (VF : Jean Daurand) : Lars Toomey
- Chris Olsen (de) (VF : ?) : Bobby Tibbs
- Paul Birch (VF : Serge Nadaud) : Shérif Bill Toledo
- Florenz Ames (VF : Teddy Bilis) : Joe Fenwick
- Joseph Sweeney (VF : Alexandre Rignault) : Le révérend
- Walter Baldwin (VF : Jean Berton) : L'aveugle
- Kenneth MacDonald (en) (VF : Raymond Loyer) : Roebel

Acteurs non crédités :
- Louis Jean Heydt : Myron Spink
- Monte Montague : Un citoyen
- Bud Osborne : Un rancher

• Madeleine Barbulée prête sa voix à la cliente de la banque qui se plaint de devoir garder les bras en l'air
Cascades
Jack N. Young